# Omega Ursae Majoris
Omega Ursae Majoris (ω Ursae Majoris, förkortat Omega UMa, ω UMa) som är stjärnans Bayerbeteckning, är en dubbelstjärna belägen i den sydvästra delen av stjärnbilden Stora Björnen. Den har en skenbar magnitud på 4,61 och är synlig för blotta ögat. Baserat på parallaxmätning inom Hipparcosuppdraget på ca 13,2 mas, beräknas den befinna sig på ett avstånd av ca 246 ljusår (ca 76 parsek) från solen. På detta avstånd minskar stjärnans skenbara magnitud med en skymningsfaktor på 0,11 beroende på interstellärt stoft. 

## Egenskaper
Primärstjärnan i Omega Ursae Majoris är en blå till vit stjärna i huvudserien av spektralklass A1VsSi, som anger att detta är en het Am-stjärna med ett överskott på järn och andra tyngre element, speciellt kisel, men ett underskott på helium. Den har en radie som är ca 2,5 gånger så stor som solens och utsänder från dess fotosfär ca 76 gånger mera energi än solen vid en effektiv temperatur på ca 9 650 K. 
Omega Ursae Majoris är en enkelsidig spektroskopisk dubbelstjärna med en omloppsperiod på 15,8 dygn och en excentricitet på 0,31.